# مونتمارتري (ساسكاتشوان)
مونتمارتري (بالإنجليزية: Montmartre, Saskatchewan)‏ هي قرية تقع في كندا في ساسكاتشوان. يقدر عدد سكانها بـ 476 نسمة ومساحتها 1.70 كم2 .